# Мао Чжиго
Мао Чжиго (кит. трад. 毛治國, упр. 毛治国, пиньинь Máo Zhìguó; род. 4 октября 1948, Фынхуа, Китайская Республика) — тайваньский государственный и политический деятель. Премьер-министр Китайской Республики с 8 декабря 2014 года по 18 января 2016 года. Председатель законодательного Юаня с 2014 по 2016 год.

## Биография
Мао Чжиго родился 4 октября 1948 года в городе Фынхуа, провинция Чжэцзян.
В 1971 году получил стал бакалавром гражданского строительства в Национальном университете Чэн Кун. В 1975 году получил учёную степень магистра инженерных наук в области регионального развития в бангкокском Азиатском технологическом институте. В 1982 году получил степень доктора философии в Массачусетском технологическом институте.

## Научная карьера
С 1982 по 1987 год Мао был доцентом и профессором Национального университета Цзяо Дун в Синьчжу. Там же, в период с 2003 по 2006 год являлся заведующим кафедрой в Колледже менеджмента, в котором с 2006 по 2008 год работал деканом.

## Политическая карьера
Политическую карьеру Мао Чжиго начал в Министерстве транспорта и коммуникаций. При президенте Ли Дэнхуэе занимал должность заместителя министра по административным вопросам (1993—2000).
С 2008 по 2013, при президенте Ма Инцзю, занимал пост министра транспорта и коммуникаций Китайской Республики.
После отставки Цзян Ихуа в 2014 году, был назначен на пост премьер-министра Китайской Республики. Занимал этот пост до 2016 года.